# Josh Manson
Josh Manson (Hinsdale, Illinois, 7 de octubre de 1991), apodado Manimal, es un jugador profesional estadounidense de hockey sobre hielo que se desempeña en la posición de defensor derecho en Colorado Avalanche, equipo de la National Hockey League (NHL).

## Carrera
Fue seleccionado en la sexta ronda en la NHL Entry Draft de 2011. En 2014 hizo su debut profesional con el equipo Anaheim Ducks, en el cual jugó ocho temporadas (2014-2021), después pasó a Colorado Avalanche, donde lleva jugando tres temporadas.